# Mendes (Familienname)
Mendes oder Mendès ist ein portugiesischer Familienname.

## Namensträger

### A
- Afonso Mendes (1579–1659), portugiesischer Jesuitenpater
- Agostinho André Mendes de Carvalho (1924–2014), angolanischer Politiker, Diplomat und Schriftsteller
- Aguinaldo Policarpo Mendes da Veiga (* 1989), angolanischer Fußballspieler
- Alvaro Mendes (1520–1603), marranischer Geschäftsmann und Diplomat, siehe Solomon Abenaes
- Amazonino Mendes (1939–2023), brasilianischer Politiker
- António Mendes (* 1937), portugiesischer Fußballspieler
- António Mendes Bello (1842–1929), portugiesischer Geistlicher, Erzbischof von Lissabon
- Antônio Mendes Vianna (1908–1976), brasilianischer Diplomat
- Aristides de Sousa Mendes (1885–1954), portugiesischer Diplomat
- Augusto Mendes (* 1983), brasilianischer Kampfsportler

### B
- Benedict Mendes (* 1950), tansanischer Hockeyspieler
- Bob Mendes (1928–2021), belgischer Schriftsteller
- Bruno Mendes (Bruno Pereira Mendes; * 1994), brasilianischer Fußballspieler

### C
- Camila Mendes (* 1994), brasilianisch-amerikanische Schauspielerin
- Cândido Mendes (Politiker, 1818) (Cândido Mendes de Almeida; 1818–1881), brasilianischer Jurist, Journalist und Politiker
- Cândido Mendes (Politiker, 1866) (Cândido Mendes de Almeida Filho; 1866–1939), brasilianischer Jurist, Hochschullehrer und Politiker
- Cândido Mendes (Schriftsteller) (Cândido Antônio José Francisco Mendes de Almeida; 1928–2022), brasilianischer Schriftsteller, Politikwissenschaftler und Hochschullehrer
- Cândido Mendes de Almeida Júnior (1895–1962), brasilianischer Journalist
- Carlos Mendes (Sänger) (* 1947), portugiesischer Sänger und Komponist
- Carlos Mendes (Fußballspieler) (* 1980), US-amerikanischer Fußballspieler
- Carlos Mendes Gomes (* 1998), guinea-bissauischer Fußballspieler
- Carolina Mendes (* 1987), portugiesische Fußballspielerin
- Cássio Gabus Mendes (* 1961), brasilianischer Schauspieler
- Catulle Mendès (1841–1909), französischer Schriftsteller und Dichter
- Chico Mendes (1944–1988), brasilianischer Politiker und Gewerkschafter
- Crisaide Mendes Jones (* 1973), brasilianische Schauspielerin und Tänzerin

### D
- Dalva Maria Carvalho Mendes (* 1956), brasilianische Medizinerin und Konteradmiral
- Daniel Mendes (* 1981), brasilianischer Fußballspieler
- David Mendes (Anwalt) (* 1962), angolanischer Anwalt und Politiker
- David Mendes (Fußballspieler) (David Mendes da Silva; * 1982), niederländischer Fußballspieler
- David Franco-Mendes (1713–1792), jüdischer Dichter
- Dirceu Lopes Mendes (* 1946), brasilianischer Fußballspieler
- Douglas Mendes (* 2001), brasilianischer Sprinter
- Douglas Mendes Moreira (* 2004), brasilianischer Fußballspieler
- Duarte Mendes (* 1947), portugiesischer Sänger

### E
- Edílson Mendes Guimarães (* 1986), brasilianischer Fußballspieler
- Elias Mendes Trindade (* 1985), brasilianischer Fußballspieler
- Eleonora Mendes (* vor 1999), deutsch-brasilianische Filmschauspielerin und Filmproduzentin
- Elizeu Simões Mendes (1915–2001), brasilianischer katholischer Bischof
- Emanuel Mendes da Costa (1717–1791), britischer Zoologe und Paläontologe
- Enio Mendes (* 1985), portugiesischer Tischtennisspieler
- Eridson Mendes Umpeça (* 1990), guinea-bissauischer Fußballspieler
- Euclides Ido Mendes (* 1976), guinea-bissauischer Fußballtorhüter
- Eva Mendes (* 1974), US-amerikanische Schauspielerin

### F
- Fernando Mendes (Fußballspieler, 1937) (1937–2016), portugiesischer Fußballspieler und -trainer
- Fernando Mendes (Radsportler) (1949–2001), portugiesischer Radsportler
- Fernando Mendes (Sänger), brasilianischer Sänger
- Fernando Mendes (Schauspieler) (* 1963), portugiesischer Schauspieler und Fernsehmoderator
- Fernando Mendes (Fußballspieler, 1966) (* 1966), portugiesischer Fußballspieler
- Fernão Mendes Pinto (1509?–1583), portugiesischer Entdecker und Schriftsteller
- Francisco Mendes (1939–1978), guinea-bissauischer Politiker

### G
- Gabriel Mendes (* 1954), portugiesischer Fußballspieler
- Garry Mendes Rodrigues (* 1990), kapverdischer Fußballspieler
- Georges Mendes (* 1974), französisch-portugiesischer Skirennläufer
- Gilberto Mendes (1922–2016), brasilianischer Komponist
- Gilmar Mendes (* 1955), brasilianischer Jurist, Richter und Hochschullehrer

### H
- Hildebrando Mendes Costa (* 1926), brasilianischer Geistlicher, Bischof von Estância
- Houboulang Mendes (* 1998), guinea-bissauisch-französischer Fußballspieler

### J
- Januário Torgal Mendes Ferreira (* 1938), portugiesischer Geistlicher und Militärbischof von Portugal
- João Mendes (Regisseur) (1919–1997), portugiesischer Filmregisseur
- João Mendes (Fußballspieler, 1988) (* 1988), portugiesischer Fußballspieler
- João Mendes (Fußballspieler, 1994) (* 1994), portugiesischer Fußballspieler
- João Mendes (Fußballspieler, 1998) (* 2000), portugiesischer Fußballspieler
- João Mendes Gonçalves, osttimoresischer Politiker
- João Ricardo Mendes (* 1938), brasilianischer Politiker
- Joaquim Augusto da Silva Mendes (* 1948), portugiesischer Ordenspriester und Weihbischof in Lissabon
- John Mendes (1926–2005), trinidadischer Geistlicher, römisch-katholischer Weihbischof in Port of Spain
- Jonas Mendes (* 1989), guinea-bissauischer Fußballspieler
- Jonna Mendes (* 1979), US-amerikanische Skirennläuferin
- Jorge Mendes (* 1966), portugiesischer Spielervermittler
- Josafat Mendes (* 2002), schwedischer Fußballspieler
- José Mendes (* 1985), portugiesischer Radrennfahrer
- José Mendes Cabeçadas Júnior (1883–1965), portugiesischer Vizeadmiral und Politiker
- José de Jesus Mendes (* 1947), portugiesischer Fußballspieler
- José Palmeiro Mendes (* 1941), brasilianischer Geistlicher, Abt von Nossa Senhora do Monserrate do Rio de Janeiro
- José Valdeci Santos Mendes (* 1961), brasilianischer Geistlicher, Bischof von Brejo
- Joseph Mendes da Costa (1863–1939), niederländischer Bildhauer
- Junior Mendes (* 1976), Fußballspieler für Montserrat

### L
- Lothar Mendes (1894–1974), deutscher Filmregisseur und Drehbuchautor
- Lucas Mendes (Fußballspieler, 1990) (Lucas Michel Mendes, * 1990), brasilianisch-katarischer Fußballspieler
- Lucas Mendes (Fußballspieler, 1992) (Lucas Ferreira Mendes da Silva, * 1992), brasilianischer Fußballspieler
- Luciano Mendes (* 1993), Fußballspieler aus Guinea-Bissau
- Luciano Pedro Mendes de Almeida (1930–2006), brasilianischer Geistlicher, Erzbischof von Mariana
- Luís Filipe de Castro Mendes (* 1950), portugiesischer Diplomat, Lyriker und Diplomat
- Luís Marques Mendes (* 1957), portugiesischer Jurist und Politiker

### M
- Manuel Mendes (Komponist) (um 1547–1605), portugiesischer Komponist der Renaissance
- Manuel Mendes (Schriftsteller) (1906–1969), portugiesischer Schriftsteller
- Manuel António Mendes dos Santos (* 1960), portugiesischer Geistlicher; Bischof von São Tomé und Príncipe
- Marie-Andrée Mendes-Campeau (* 1990), kanadische Shorttrackerin
- Maria Mendes (* ≈1985), portugiesische Jazzsängerin
- Martin Mendes (* 1978), deutscher Schlagersänger
- Mauro Mendes de Azeredo (* 1937), brasilianischer Diplomat
- Michel Mendès France (1936–2018), französischer Mathematiker
- Miguel Gonçalves Mendes (* 1978), portugiesischer Regisseur
- Mónica Mendes (* 1993), portugiesische Fußballspielerin
- Murilo Mendes (Murilo Monteiro Mendes; 1901–1975), brasilianischer Lyriker und Schriftsteller
- Milton Mendes (* 1965), brasilianischer Fußballspieler und -trainer

### N
- Nilton Mendes (1976–2006), brasilianischer Fußballspieler
- Nuno Mendes (Fußballspieler), (* 2002), portugiesischer Fußballspieler
- Nuno Mendes (Graf) († 1071), portugiesischer Adliger
- Nuno Mendes, Sternekoch in London
- Nuno Mendes (Ruderer) (* 1984), portugiesischer Ruderer

### O
- Orlando Mendes (Orlando Marques de Almeida Mendes; 1916–1990), mosambikanischer Schriftsteller

### P
- Papu Mendes (* 2000), guinea-bissauischer Fußballspieler
- Paul Mendes-Flohr (1941–2024), US-amerikanisch-israelischer Historiker
- Paulo Mendes Peixoto (* 1951), brasilianischer Geistlicher, Erzbischof von Uberaba
- Paulo Mendes da Rocha (1928–2021), brasilianischer Architekt
- Pedro Mendes (* 1979), portugiesischer Fußballspieler
- Pedro Mendes (Fußballspieler, 1990) (* 1990), portugiesischer Fußballspieler
- Pedro Rosa Mendes (* 1968), portugiesischer Journalist und Autor
- Pierre Mendès France (1907–1982), französischer Politiker

### R
- Ricardo Cavalcante Mendes (* 1989), brasilianischer Fußballspieler, siehe Ricardinho (Fußballspieler, September 1989)
- Rodrigo Mendes (* 1975), brasilianischer Fußballspieler
- Rui Mendes (Schauspieler) (* 1937), portugiesischer Schauspieler
- Rui Mendes (Badminton) (* 1995), portugiesischer Badmintonspieler
- Rui Mendes (Fußballspieler) (* 1999), portugiesisch-deutscher Fußballspieler
- Ryan Mendes (* 1990), kapverdischer Fußballspieler

### S
- Sam Mendes (* 1965), britischer Regisseur
- Sandro Miguel Mendes (* 1977), kapverdischer Fußballspieler
- Sebastião Roque Rabelo Mendes (1929–2020), brasilianischer Geistlicher, Weihbischof in Belo Horizonte
- Sérgio Mendes (1941–2024), brasilianischer Pianist und Arrangeur
- Shawn Mendes (* 1998), kanadischer Popsänger und Songwriter

### T
- Teodoro Mendes Tavares (* 1964), kap-verdischer Geistlicher, Koadjutorbischof von Ponta de Pedras
- Thiago Mendes (* 1992), brasilianischer Fußballspieler
- Tiago Cardoso Mendes (* 1981), portugiesischer Fußballspieler

### V
- Virgilio Mendes (1926–2009), portugiesischer Fußballspieler